# 신회
신회(申晦, 1706년 ~ ?)는 조선의 문신이다. 자는 여근(汝根)이다. 영의정 신만의 동생이다. 그 역시 영조 때 영의정을 지냈으며, 사도세자 일에 관련되어 정조 때 벼슬을 삭탈관직당했다가, 이후 정조에 의해 복권되었다.

## 생애
1747년(영조 32년) 문과에 급제해서, 수찬과 부수찬, 헌납, 지평, 겸문학, 사서, 부교리, 헌납, 교리, 좌익선, 겸필선 등 청요직을 거치다가 승지와 대사간에 이어 좌승지를 거쳐, 형조참판이 되고, 동지의금부사, 도승지, 대사헌을 거쳐 동지경연사와 빈전도감제조에 이어 명정 서사관을 지내고 형조판서, 병조판서, 예조판서, 공조판서를 지내고 황해도관찰사로 나가 선정을 베풀었다. 이후 이조판서로 조정에 복귀했다가 평안도관찰사가 되었다. 이후 예조판서로 지경연사와 우빈객을 겸하다 다시 예조판서, 이조판서에 이어 우빈객과 수어사, 내국제조를 거쳐 좌참찬이 된다. 이후 우빈객과 수어사를 거쳐 이조판서가 되고, 지경연사로 있다가 이조판서, 예조판서, 우참찬, 좌참찬을 거쳐 다시 이조판서와 형조판서를 거쳐 판돈녕부사, 수어사에 이어 우참찬과 봉상시제조를 하다가 다시 이조판서가 되고, 대사헌과 예조판서, 판의금부사, 좌참찬을 거쳐 우의정, 좌의정에 오르고 영의정에 오르는데 판부사로 전직하다가 영의정으로 복귀한다. 이후 영조 말년에 다시 좌의정이 되었다가 판부사로 물러난다.